# 張錦豪
張錦豪（1979年10月15日—），台灣政治人物，民主進步黨新潮流系成員，現任新北市議員、現為台北科技大學博士生，景文科技大學兼任講師。

## 經歷
曾任行政院陸委會國會聯絡人、沈發惠立委助理、陳文治副議長辦公室主任、新北市汐止區公共事務發展協會執行長、新北市萬里區觀光發展促進會執行長、新北市汐止區金龍國民小學家長會長。張錦豪自沈發惠擔任立委開始參與地方事務，2018年，沈發惠有意於2020年角逐立委選舉，而放棄尋求連任議員，交棒予其助理張錦豪參選。

## 選舉紀錄
| 年度 | 選舉屆數             | 選舉區             | 所屬政黨   | 得票數 | 得票率 | 當選標記 | 備註 |
| ---- | -------------------- | ------------------ | ---------- | ------ | ------ | -------- | ---- |
| 2018 | 第三屆新北市議員選舉 | 新北市第十選舉區   | 民主進步黨 | 19,028 | 15.90% |          |      |
| 2022 | 第四屆新北市議員選舉 | 新北市第十一選舉區 | 民主進步黨 | 22,835 | 20.80% |          |      |

## 外部連結
- 張錦豪的Facebook專頁
- YouTube上的張錦豪頻道